# Putney Bridge (stanice metra v Londýně)
Putney Bridge je nadzemní stanice metra v Londýně. Byla otevřena 1. března 1880. Nachází se na lince
District Line mezi stanicemi East Putney a Parsons Green.
Nedaleko stanice je Bishop's Park, Palác Fulham a FC Fulham.
| Rok  | Počet cestujících |
| ---- | ----------------- |
| 2011 | 5,33 mil.         |
| 2012 | 5,60 mil.         |
| 2013 | 5,92 mil.         |
| 2014 | 5,93 mil.         |